# Crescent Lake National Wildlife Refuge
Das Crescent Lake National Wildlife Refuge ist ein Wildschutzgebiet, das 1931 im US-amerikanischen Bundesstaat Nebraska eingerichtet wurde.

## Geographie
Das National Wildlife Refuge ist ein 185 km² großes Gebiet im Garden County, Nebraska, welches die größten ausgedehnten und geschützten Sanddünen in den USA umfasst. Zwölf kleine Seen und zahlreiche Teiche werden durch unterirdische wasserführende Schichten miteinander verbunden. Einige der Dünen sind mit Büschen und Gräsern bewachsen, während andere keinen Bewuchs aufweisen. Die Dünen entstanden nach dem letzten Rückzug der Eismassen im Holozän. Crescent Lake NWR liegt ca. 45 km nördlich der Hauptstadt des Garden County Oshkosh. Die Koordinaten sind 41°43′43″N 102°20′38″.

## Bedeutung des Schutzgebiets
Die Einrichtung des Refuges dient dem Schutz durchziehender Vögel und der dort lebenden Wildtiere. So sind dort mehr als zwanzig Brutpaare des US-amerikanischen Wappenvogels, des Weißkopfseeadlers, während ihres zeitweiligen Aufenthalts gesichtet worden. Daneben können ca. 200 Vogelarten im Schutzgebiet beobachtet werden.
Zu den Säugetierarten des Wildlife Refuge zählen der Gabelbock, ferner Maultierhirsch, Weißwedelhirsch, Rotluchs, Biber, Präriehund und Waschbär. Die zahlreichen Gewässer locken Angler mit ihrem Reichtum an Arten wie Amerikanischer Flussbarsch, Glasaugenbarsch und Forellenbarsch an.

## Verwaltung
Der U.S. Fish and Wildlife Service verwaltet das Refuge zusammen mit dem North Platte National Wildlife Refuge. Beide Schutzgebiete bilden den Crescent Lake National Wildlife Refuge Complex.